# 1:30

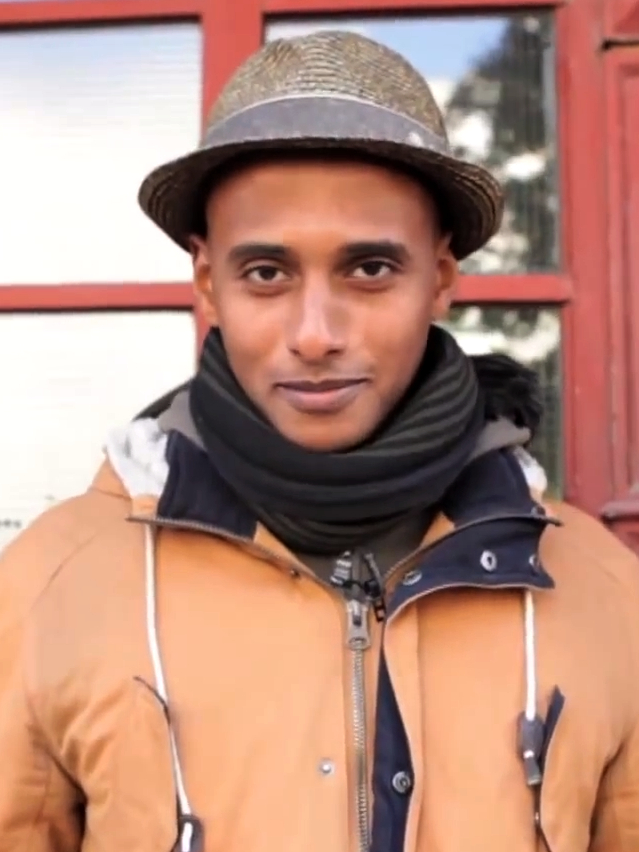
Moderator Teddy Teclebrhan

1:30 ist eine von Tedros Teclebrhan moderierte Unterhaltungssendung, die 2019 auf dem deutschen TV-Sender ProSieben ausgestrahlt wurde. In der Sendung haben verschiedenste Personen die Möglichkeit, einen eine Minute und 30 Sekunden langen Auftritt frei zu gestalten. In der Show werden auch zahlreiche Einspielfilme gezeigt.

## Konzept
In jeder Show haben verschiedenste nicht-prominente und prominente Personen die Möglichkeit, 1:30 ein Talent unter Beweis zu stellen. So wird die Sendung als die „schnellste Entertainment-Show der Welt“ betitelt. Die Zeit wird durch eine eingeblendete Uhr gestoppt.
Die Show wird durch eine Live-Band bestehend aus Marius Goldhammer (E-Bass), Jan Klinkenberg (Keyboard), Thomas Heinz (Schlagzeug) und Moritz Stahl (Gitarre) musikalisch untermalt.

## Ausstrahlung
Die erste Staffel wurde vom 28. Mai 2019 bis zum 28. Juni 2019 immer dienstags abends auf ProSieben ausgestrahlt. Die zweite Staffel wurde vom 10. Oktober 2019 bis 31. Oktober 2019 immer donnerstags abends ausgestrahlt.
Alle Folgen sind auf ProSieben.de, Netflix und Myspass.de abrufbar. Teile der Sendung, die nicht ausgestrahlt wurden, sind ebenso online abrufbar.